# Euagore
Euagore (altgriechisch Εὐαγόρη) ist in der griechischen Mythologie eine Tochter des Nereus und der Okeanide Doris und somit eine der Nereiden.
Homer kennt sie im Rahmen seiner Aufzählung der Nereiden nicht, während sie Hesiod in seiner Theogonie aufzählt. Im Nereidenkatalog der Bibliotheke des Apollodor wird sie genannt. Ein Scholion zu Euripides’ Tragödie Hekabe überliefert, dass Euagore laut Pherekydes Gemahlin des phrygischen Königs Dymas und Mutter der Hekabe war. An anderer Stelle überliefert Pherekydes hingegen, dass die Nymphe Eunoë Mutter der Hekabe war.